# Иванов-Мумжиев, Пётр Михайлович
Пётр Михайлович Иванов-Мумжиев (иногда Александрович; 29 июля (10 августа) 1874, Болград — 5 декабря 1927, Шанхай) — генерал-майор Русской императорской армии, участник Русско-японской, Первой мировой и Гражданской войн; Георгиевский кавалер (1917) и обладатель Золотого оружия (1905). Выпускник Восточного института; начальник Камчатской области с правами губернатора (1922). В эмиграции проживал в Шанхае.

## Биография

### Ранние годы
Пётр Иванов-Мумжиев родился 29 июля (10 августа) 1874 года в местечке Болград, Измаильского уезда Бессарабской губернии в семье болгарского крестьянина Михаила (по другим данным — Александра) Иванова. Пётр получил среднее образование в Житомирской классической гимназии: окончил четыре класса.
10 (22) ноября 1892 года Иванов поступил на службу в Русскую императорскую армию, попал в 129-й Бессарабский полк в качестве вольноопределяющегося второго разряда. В апреле 1894 года прошёл испытания при полковой учебной команде и был произведён в младшие унтер-офицеры. В августе был командирован в Чугуевское пехотное юнкерское училище, но провалил экзамен. В ноябре по собственному желанию остался на год сверхсрочной службы, а в августе 1895 года успешно поступил в Чугуевское училище, которое окончил в 1897 году по первому разряду.

### Боксёрское восстание и Русско-японская война
В июле 1897 года, после окончании курса училища, Иванов «был переименован» в подпрапорщики с переводом в 73-й пехотный Крымский Его императорского высочества великого князя Александра Михайловича полк. В начале января 1898 года он был произведён в подпоручики, а затем — в середине мая 1900 года — переведён на службу в 9-й Восточносибирский линейный батальон, переформированный в июне в 15-й Восточносибирский стрелковый полк. С конца ноября 1900 по середину октября 1901 года Иванов-Мумжиев служил помощником заведующего охотничьей командой своего полка.
Пётр Михайлович участвовал в подавлении Боксерского восстания в Китае в 1900—1901 годах. С сентября 1901 по сентябрь 1902 года одновременно состоял батальонным адъютантом первого батальона, помощником заведующего учебной командой, хозяином офицерского собрания и библиотекарем полка. В начале августа 1902 года он был произведён в поручики, а уже в сентябре — назначен русским военным полицмейстером города Ляоян. В августе 1903 года он был командирован в Восточный институт, но уже в феврале 1904 года, в связи с Русско-японской войной, по мобилизации вернулся в свой полк. В середине июня 1904 года Иванов прибыл в Порт-Артур и получил назначение на пост заведующего учебной командой полка, а затем — заведующего конно-охотничьей командой второго батальона. Во время боевых действий он был контужен в голову и с декабря 1904 по ноябрь 1905 находился в японском плену.

### Восточный институт. Первая мировая война
С 1 (14) декабря 1905 Иванов-Мумжиев продолжил обучение в Восточном институте. В конце ноября 1906 года он был произведён в штабс-капитаны, а в середине февраля 1908 — переведён в 12-й Восточносибирский стрелковый Его императорского высочества наследника цесаревича полк. В мае 1908 года (или в 1910 году) он окончил китайско-маньчжурское отделение института.
В середине ноября 1911 года Пётр Иванов-Мумжиев был произведён в капитаны и переведён в 11-й Сибирский стрелковый Её величества государыни императрицы Марии Федоровны полк. Во время Первой мировой войны, в 1915 году, он получил погоны сначала погоны подполковника («за отличия»), а затем — и полковника; был дважды ранен в боях. С февраля 1916 года он командовал 10-м Сибирским стрелковым полком. Отличился в ходе наступления на Бауск в июле 1916 года. В приказе по армии и флоту (по другим данным — в Высочайшем приказе) от 11 (24) апреля 1917 года было объявлено: «утверждается пожалование командующим 12-й армией, по удостоению местной Георгиевской Думы: Ордена Св. Великомученика и Победоносца Георгия 4-й степени: Командиру 10-го Сибирского стрелкового полка, полковнику Петру Иванову (он же Мумжиев) за то, что в боях с 3 по 9 июля 1916 года [по старому стилю] при атаке укрепленной позиции противника в районе болота Б. Смердукл — реки Кеккау, лично управляя действиями своего полка под сильным, действительным ружейным, пулеметным и артиллерийским огнем прорвался через трудно одолимые искусственные преграды перед расположением противника и провел части своего полка, чем обеспечил успех атаки».

### Гражданская война
В начале 1918 года Пётр Михайлович работал сторожем в «Лиге благоустройства Владивостока» (по другим данным — в сторожевом отделе Лиги благотворительности). Уже в период активных боевых действий Гражданской войны в России, 11 июля 1918 года, он был назначен на должность командира первой бригады 1-й Сибирской стрелковой дивизии сухопутных и морских сил Приморской области. 18 октября 1918 года он был произведён в генерал-майоры. В связи с попыткой переворота в части — за отказ выполнить приказ командующего военно-сухопутными и морскими силами Приморской области — он, в числе группы офицеров, был уволен со службы. Но уже в конце декабря Иванов получил пост начальника гарнизона села Раздольное в войсках Дальнего Востока, а также — допущен к исполнению должности командира первой бригады 9-й Сибирской стрелковой дивизии. 30 апреля 1919 года он был «выведен за штат» войск и зачислен в резерв чинов Приамурского военного округа.
В конце июня — начале августа 1919 года Иванов-Мумжиев стал командующим Уральской группой войск на Восточном фронте в войсках адмирала Александра Колчака. После провала Челябинской операции Пётр Михайлович был отстранён от командования «по болезни» и по данным на август находился в Омске.
7 октября 1919 года Иванов был допущен к исполнению должности генерала для поручений при начальнике штаба Верховного главнокомандующего. Буквально на следующий день, 8 октября, он получил пост председателя комиссии для устройства госпиталей и расквартированию войск в городе Омске. Затем, уже в войсках Временного Приамурского правительства, он стал представителем начальника военных сообщений Дальневосточного района на станции Пограничная, а позже (с 20 июля 1921) — внештатным генералом для поручений и представителем командующего войсками Временного Приамурского правительства на той же станции Пограничная (с сентября 1921).
В октябре 1922 года Пётр Иванов-Мумжиев был назначен генералом-лейтенантом Михаилом Дитерихсом на должность начальника Камчатской области: с правами губернатора для контроля промыслов и приисков Камчатки и Охотского моря (вместо уехавшего в Шанхай есаула Валериана Бочкарёва). 22 октября он успел прибыть в Петропавловск-Камчатский на пароходе «Сишан»: но уже второго ноября, узнав об эвакуации белых войск из Приморья, отбыл на судах с Камчатки через Японию в Китай.

### Эмиграция
По окончании активных боевых действий Гражданской войны, в 1923 году, Пётр Михайлович оказался в эмиграции в Китае: проживал с семьёй в Шанхае, где и скончался 5 декабря 1927 года от разрыва сердца; был похоронен на кладбище Лю-Кавей.

## Награды
- Орден Святого Георгия 4 степени (апрель 1917)[3][7]
- Золотое оружие «За храбрость» (22 ноября 1905)[5]
- Орден Святого Владимира 3 степени с мечами
- Орден Святого Владимира 4 степени с мечами и бантом (1905)
- Орден Святой Анны 2 степени с мечами (1915)
- Орден Святой Анны 3 степени с мечами и бантом (1901)
- Орден Святой Анны 4 степени (1904)
- Орден Святого Станислава 2 степени с мечами (1912)
- Орден Святого Станислава 3 степени с мечами и бантом (1901)
- Медаль «В память Японской войны 1904—1905 г.»
- Медаль «В память 300-летия царствования дома Романовых»[11]

## Семья
Пётр Михайлович был женат на дочери надворного советника «девице» Лидии Павловне Кошелевой. По данным на 1911 год, в семье был один сын — Михаил — родившийся 4 (17) ноября 1909 года.